# Charles Bickford
Charles Ambrose Bickford (ur. 1 stycznia 1891 w Cambridge, zm. 9 listopada 1967 w Los Angeles) – amerykański aktor, trzykrotnie nominowany do Oscara za rolę drugoplanowe.

## Wybrana filmografia
- 1929: Dynamit
- 1930: Anna Christie